# Économie de Gibraltar

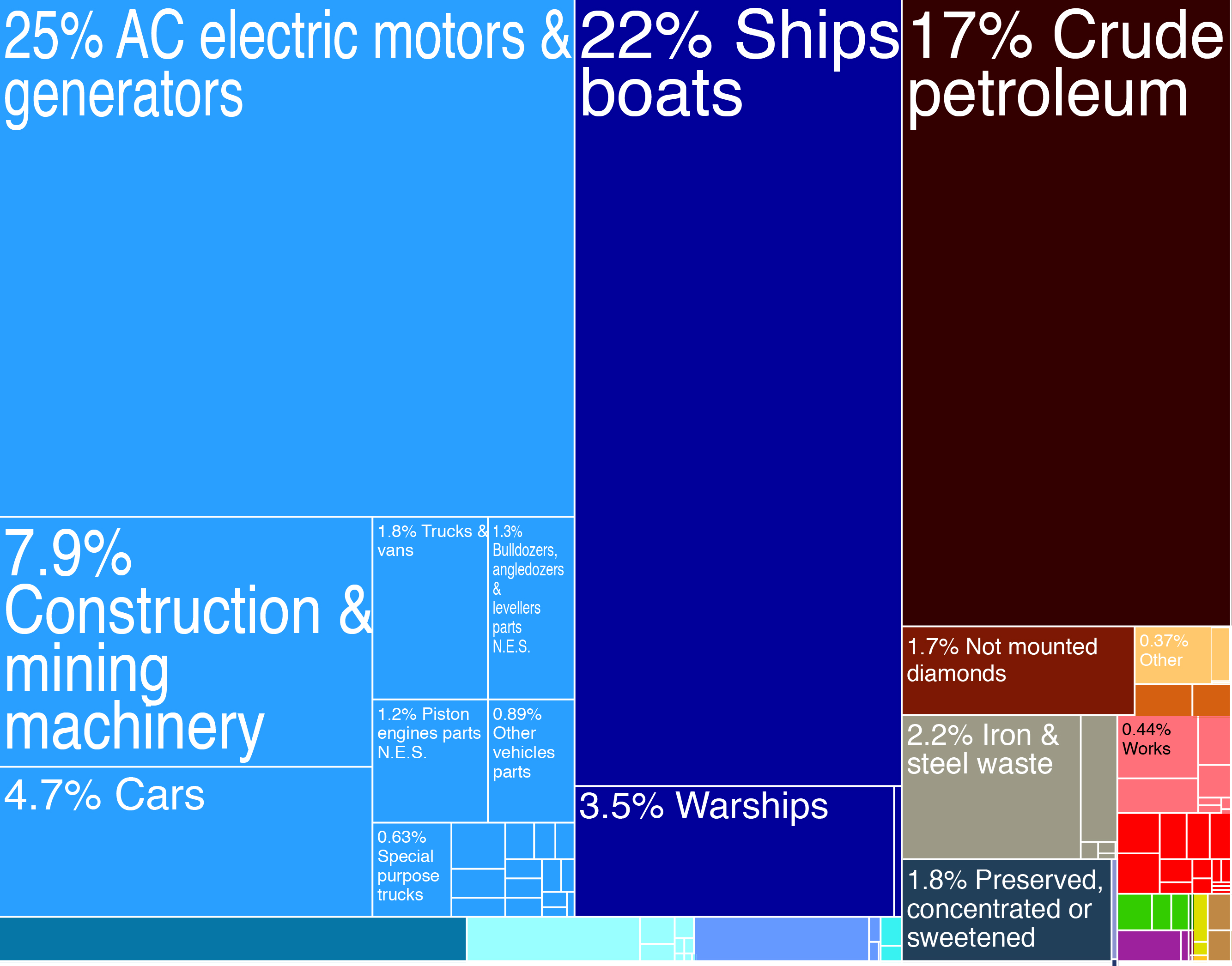
Les principales exportations en valeur de Gibraltar en 2009.

Territoire de 6 km2, Gibraltar est une base stratégique militaire britannique. C'est aussi une zone franche avec un taux d'imposition très faible. Depuis la réouverture de la frontière avec l'Espagne en 1985, tourisme et commerce sont des ressources importantes.
Les sociétés profitent d'un taux d'imposition inférieur à la normale pour s'y installer alors qu'elles réalisent leurs activités dans l'Union européenne.
Parmi les principales activités, on trouve les paris en ligne et l’assurance des véhicules du Royaume Uni (environ 20 % des véhicules en 2016) .
Gibraltar jouit d'une faible criminalité, mais la contrebande réalisée par des mafias spécialisées s'élève à 700 millions d’euros de préjudice pour  l’Union européenne entre 2010 et 2013.

## Domaine maritime
Gibraltar est le plus grand port de soutage de Méditerranée occidentale, plus de 4 millions de tonnes de carburant ont été livrées en 2011.

## Défense
Gibraltar est une base militaire britannique hébergeant les forces britanniques de Gibraltar. Le ministère de la Défense contribuait pour 60 % du PIB dans les années 1980, contre 6 % dans les années 2010.

## Jeux de hasard
Depuis 2005, les jeux de hasard sont autorisés et nécessitent une autorisation. En 2010, 2 000 personnes travaillent dans les paris et casinos en ligne à Gibraltar. En 2017, un quart du PIB provient des jeux d'argent et des paris sur Internet. En 2016, le rocher comptait pour 30 % de l'argent généré par les jeux d'argent en ligne.

## Tourisme
En 2011, plus de 12 millions de touristes ont visité Gibraltar. En 1974, la frontière terrestre est ouverte, et depuis 2006, les avions sont autorisés à survoler l'Espagne et s'y poser.

## Services financiers
Le statut de Gibraltar est à part : le rocher a rejoint l'Union européenne en tant que territoire associé. Il n'est pas assujetti au Tarif extérieur commun, à la Politique agricole commune et n'applique pas la taxe sur la valeur ajoutée.
Gibraltar est régulièrement considéré comme un paradis fiscal par le gouvernement espagnol,. L'OCDE classait en 2009 le rocher dans la liste grise des paradis fiscaux. En 2015, le cabinet Bradley Hackford classe Gibraltar septième dans son classement des exils fiscaux.